# ألبيرت ديكر
ألبيرت ديكر (بالإنجليزية: Albert Dekker)‏ مواليد 20 ديسمبر 1905 في بروكلين، نيويورك، نيويورك، الولايات المتحدة - الوفاة 5 مايو 1968 في هوليوود، لوس أنجلوس، كاليفورنيا، الولايات المتحدة، هو ممثل أمريكي.

## الحياة الشخصية
وُلِد في بروكلين في ولاية نيويورك في الولايات المتحدة، كان قد قرر أن يُصبح طبيباً، لكن بناءً من نصيحة جاءته من صديق تحول إلى مهنة التمثبل، ليبدأ في التمثيل عام 1927، وازدادت شهرته في ثلاثينيات القرن العشرين وبرز حتى عقد الستينات.

## الوفاة
في 5 مايو 1968 عُثر على ديكر قتيلاً في المنزل من قبل خطيبته، حيث قامت بقتله شنقاً.

## وصلات خارجية
- ألبيرت ديكر على موقع IMDb (الإنجليزية)
- ألبيرت ديكر على موقع ألو سيني (الفرنسية)
- ألبيرت ديكر على موقع تيرنر كلاسيك موفيز (الإنجليزية)
- ألبيرت ديكر على موقع أول موفي (الإنجليزية)
- ألبيرت ديكر على موقع قاعدة بيانات برودواي على الإنترنت (الإنجليزية)
- ألبيرت ديكر على موقع قاعدة بيانات برودواي على الإنترنت (الإنجليزية)
- ألبيرت ديكر على موقع قاعدة بيانات الأفلام السويدية (السويدية)
- ألبيرت ديكر على موقع إن إن دي بي (الإنجليزية)
- ألبيرت ديكر على موقع قاعدة بيانات الفيلم (الإنجليزية)
- ألبيرت ديكر على موقع كينوبويسك (الروسية)